# Dasyhelea monilicornis
Dasyhelea monilicornis är en tvåvingeart som beskrevs av Jean-Jacques Kieffer 1923. Dasyhelea monilicornis ingår i släktet Dasyhelea och familjen svidknott.
Artens utbredningsområde är Algeriet. Inga underarter finns listade i Catalogue of Life.